# Senza parole
Senza parole (dt. Ohne Worte) ist ein italienischer Kurzfilm aus dem Jahr 1996. Er wurde bei der Oscarverleihung 1997 in der Kategorie Bester Kurzfilm nominiert, gewonnen hat den Preis allerdings Dear Diary. Dem Film wurde jedoch im selben Jahr der David di Donatello in eben der Kategorie verliehen. Gedreht wurde er in der Trattoria Il Duca in Trastevere. Sein internationaler Titel lautet Wordless.

## Handlung
Der Tellerwäscher Celestino stammt aus Süditalien. Seine Kollegen in der Trattoria im Zentrum Roms ziehen ihn allenthalben wegen seines Dialektes auf. Eines Tages trifft Celestino auf die stumme Rosina, sie kümmert sich um die Schmutzwäsche des Lokals. Ihretwegen lernt Celestino nun die Gebärdensprache. Bei der ersten Verabredung gibt er sich ihr gegenüber aus Scham ob seines Dialektes als stumm aus. Alles geht gut, bis es zum ersten Kuss kommt. Ein Taschendieb nutzt die Ablenkung, um sich Rosinas Handtasche anzueignen. Celestino rennt ihm Schimpfworte brüllend hinterher. Als er Rosina ihre Tasche wiederbringt, entschuldigt er sich für seine Lüge. Als er sich traurig abwendet und geht, nimmt Rosina ihren Mut zusammen und ruft ihn zurück. Es stellt sich heraus, dass auch sie aus dem Süden stammt und sich aus Scham als stumm ausgegeben hat. Doch führt die Möglichkeit der verbalen Kommunikation nicht zu mehr Harmonie zwischen den beiden.